# Un an dans la Ville-Rue
Un an dans la Ville-Rue (titre original : A Year in the Linear City) est un roman court de new weird écrit par Paul Di Filippo, paru en 2002 puis traduit en français et publié aux éditions Le Bélial' en 2022.
Un an dans la Ville-Rue a été finaliste des prix Hugo du meilleur roman court 2003, prix Locus du meilleur roman court 2003, prix World Fantasy du meilleur roman court 2003 et prix Theodore-Sturgeon 2003.

## Résumé
Diego Patchen est un écrivain de nouvelles de Cosmos-Fiction, CF pour les amateurs du genre. Il vit dans un des cents blocs de l'arrondissement de Vilgravier, un des innombrables arrondissements qui composent la Ville-Rue, bande d'habitations bornée d'un côté par un fleuve et de l'autre pas des voies ferrées, qui se déroule horizontalement sans que personne n'en connaisse les limites.
Alors que sa vie, qui s'articule de façon assez simple autour de ses heures d'écriture, des visites à son père proche de la fin, des soirées avec son meilleur ami plutôt bon à rien et des nuits avec sa très séduisante maîtresse, la sortie prochaine de son premier recueil de nouvelles lui apporte un début de postérité à qui il doit d'être choisi par le maire de son arrondissement pour faire partie de ceux qui vont l'accompagner durant un voyage de deux semaines en bateau pour se rendre dans un arrondissement se trouvant à dix mille blocs. La confrontation avec un monde semblable mais néanmoins différent ne sera pas de tout repos...